# Lilly (Pensylwania)
Lilly – miasteczko w gminie Cambria, w stanie Pensylwania – Stany Zjednoczone Ameryki Północnej. Lilly jest częścią zespołu miejskiego Johnstown. Liczba mieszkańców wynosi około 1 tys. Miasteczko zostało założone na przełomie XVII w., a XVIII wieku przez niemieckich osadników.
W Lilly znajduje się parafia Polskiego Narodowego Kościoła Katolickiego pw. Matki Bożej z góry Karmel. W samym miasteczku mieszka ok. 10% Polaków.